# Pierre Lorrain
Pierre Lorrain (* 21. April 1942 in Farnham, Québec; † 24. Dezember 2004 in Saint-Jean-sur-Richelieu, Québec) war ein kanadischer Jurist und Politiker der Parti libéral du Québec, der von 1985 bis 1989 Präsident der Nationalversammlung von Québec war.

## Leben
Pierre Lorrain, Sohn von Roch Lorrain und dessen Ehefrau Jeanne Marcil, erwarb 1966 am Collège Roussin in Pointe-aux-Trembles einen Baccalauréat ès arts und begann daraufhin ein Studium der Rechtswissenschaften an der Université de Sherbrooke, welches er 1970 mit einer Licence en droit abschloss. Er war von 1970 bis 1980 Mitglied des Vorstands des Arbeitszentrums und der Handelskammer von Saint-Jean-sur-Richelieu. Nach seiner anwaltlichen Zulassung war er von 1973 bis 1985 als Anwalt in Saint-Jean-sur-Richelieu tätig. Daneben fungiert er zwischen 1977 und 1985 als Mitglied des Vorstands und der Geschäftsleitung der Caisse populaire Saint-Jean und engagierte sich als Rechtsberater und Mitglied des Vorstands der Föderation der Pfadfinder des Bistums Saint-Jean-Longueuil sowie als Gründungssekretär des Club optimiste von Saint-Luc und des Gemeinschaftsfernsehens Haut-Richelieu. 1978 war er zunächst Gründungspräsident und daraufhin zwischen 1979 und 1980 Präsident des Tourismusbüros Haut-Richelieu, dessen Vorstand er anschließend von 1980 bis 1981 als Mitglied angehörte.
Bei der Wahl am 2. Dezember 1985 wurde Lorrain für die Parti libéral im Wahlkreis „Saint-Jean“ zum Mitglied der Nationalversammlung von Québec gewählt und konnte sich dabei gegen den bisherigen Wahlkreisinhaber Jérôme Proulx von der Parti Québécois durchsetzen. Er vertrat diesen Wahlkreis bis zu seinem Verzicht auf eine erneute Kandidatur bei der Wahl am 25. September 1989, bei der sein Parteifreund Michel Charbonneau zum neuen Abgeordneten für den Wahlkreis „Saint-Jean“ gewählt wurde. Zu Beginn der 33. Legislaturperiode wurde er am 16. Dezember 1985 als Nachfolger von Richard Guay von der Parti Québécois Präsident der Nationalversammlung und bekleidete das Amt bis zum 28. November 1989, woraufhin sein Parteifreund Jean-Pierre Saintonge neuer Parlamentspräsident wurde.
Nach seinem Ausscheiden aus dem Parlament wurde Pierre Lorrain am 20. Dezember 1989 als Nachfolger von Claude Roquet zum Generaldelegierten von Québec in Brüssel und damit de Facto zum diplomatischen Vertreter der Provinz in Belgien ernannt und hatte diesen Posten bis zu seiner Ablösung durch Gérard Latulippe am 1. März 1994 inne. Im Anschluss fungierte er zwischen dem 1. März 1994 und dem 25. Juni 1999 als Präsident der Commission des services juridiques (CSJ), der Kommission für Rechtsdienste der Provinz Québec, und war zuletzt vom 25. Juni 1999 bis zu seinem Tode am 24. Dezember 2004 Mitglied der Commission municipale du Québec (CMQ), eine Regierungsbehörde und ein unabhängiges Verwaltungsgericht, das die Einhaltung der Standards und Gesetze gewährleistet, die für die Verwaltung von Gemeinden in Québec gelten. Er war mit Johanne Desrochers verheiratet.